# Giải bóng đá Cúp Quốc gia 1995
Giải bóng đá Cúp Quốc gia 1995 là mùa giải thứ tư của Giải bóng đá Cúp Quốc gia do Liên đoàn bóng đá Việt Nam (VFF) tổ chức, với sự tham gia của các câu lạc bộ bóng đá tại Việt Nam. Giải khởi tranh từ ngày 19 tháng 7 năm 1995 và kết thúc vào ngày 24 tháng 9 năm 1995, diễn ra trong khuôn khổ Đại hội Thể dục Thể thao Toàn quốc lần thứ III. 31 đội tham dự được chia theo 3 khu vực chọn lấy 8 đội vào vòng chung kết tại Hà Nội. 
Công an Hải Phòng giành chức vô địch sau khi đánh bại Công an Hà Nội với tỷ số 1–0 trong trận chung kết tại Sân vận động Hàng Đẫy, Hà Nội.

## Trận chung kết
| 24 tháng 9 năm 1995 | Công an Hà Nội | 0–1 | Công an Hải Phòng | Sân vận động Hàng Đẫy, Hà Nội |  |
| 16:00               |                |     | Đặng Văn Dũng     |                               |  |

| Vô địch Cúp Quốc gia 1995 Công an Hải Phòng Lần thứ nhất |